# Andrei Dolineaschi
Andrei Dolineaschi (Botoșani, 21 giugno 1975) è un politico rumeno, membro del Partito Social Democratico e deputato.

## Studi e specializzazioni
Andrei Dolineaschi ha studiato presso il Liceo Grigore Ghica Vv. Dorohoi nel 1993, nel 1998 si laurea presso la Facoltà di Filosofia, dell'Universita Alexandru Ioan Cuza di Iaşi, nel 2007 segue un Master alla Facoltà di Scienze Politiche sempre della stessa Università.

## Accuse di corruzione

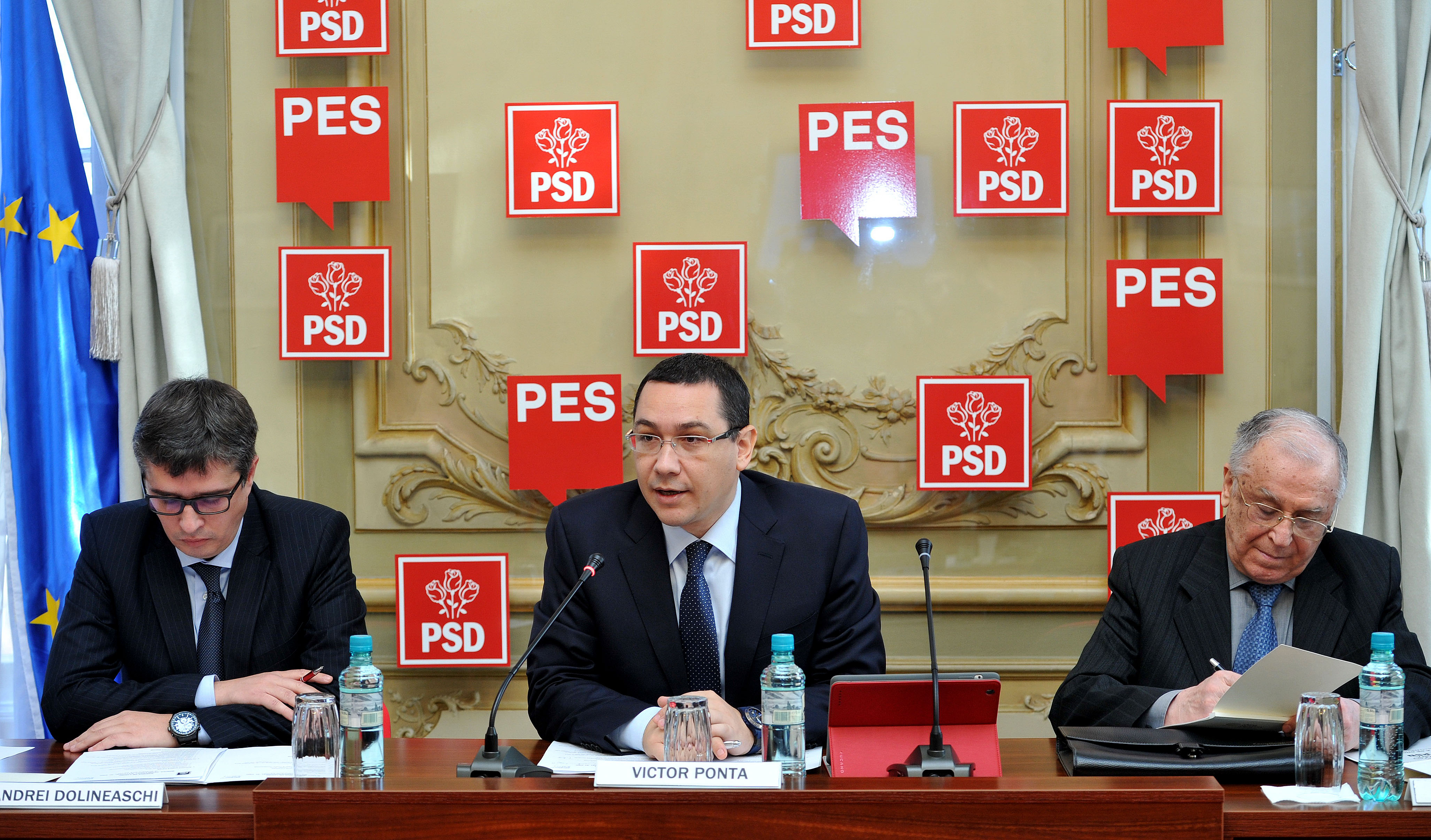
Andrei Dolineaschi insieme a Victor Ponta e Ion Iliescu alla riunione del BPN il 16 dicembre 2013

Nel dicembre 2015, la DNA ha ordinato l'estensione del procedimento penale ad Andrei Dolineaschi con l'accusa di complicità nell'uso dell'influenza o dell'autorità per ottenere beni o benefici indebiti. È sospettato di tentativi illegali di nominare alcuni candidati per ricoprire posizioni nella pubblica amministrazione del distretto di Satu Mare.

## Vita privata
Sposato, ha un figlio.